# Chris Baird
Christopher Patrick "Chris" Baird, född 25 februari 1982, är en nordirländsk före detta fotbollsspelare som senast spelade för Derby County. Han har även representerat Nordirlands landslag.